# Fédération singapourienne de rugby à XV
La Fédération singapourienne de rugby à XV (officiellement en anglais : Singapore Rugby Union) est l'instance qui régit l'organisation du rugby à XV à Singapour.

## Historique
La Singapore Rugby Union est fondée en 1948,,.
Le 15 décembre 1968 à Bangkok, l'Asian Rugby Football Union est fondée à l'initiative des fédérations de Hong Kong, du Japon, et de la Thaïlande, afin de créer un championnat annuel rassemblant les équipes nationales asiatiques. Cinq autres fédérations, dont celle de Singapour, font partie des fondateurs de cet organisme destiné à régir l'organisation du rugby sur le continent asiatique.
La Singapore Rugby Union devient ensuite en 1989 membre de l'International Rugby Board, organisme international du rugby à XV,. Elle est également membre du Conseil national olympique de Singapour.
En 1995, la fédération se restructure professionnellement, alors que le bureau était jusqu'alors principalement tenu par des volontaires.
Elle propose en 1999 la création d'un Tri-Nations asiatique, faisant s'affronter les équipes nationales de Hong Kong, de Singapour et de Taipei chinois. Le tournoi n'est pas reconduit avant 2013, date à laquelle une nouvelle édition est organisée sur le sol singapourien,.
Toujours en 1999, la fédération se porte candidate à l'organisation d'une des étapes des Sevens World Series, mais n'est pas retenue. Elle réitère deux ans plus tard, cette fois avec succès ; la première édition du Tournoi de Singapour de rugby à sept se déroule ainsi en avril 2002,. Après avoir été avorté en 2007, le Singapore Sevens fait son retour en tant que l'une des nouvelles étapes du tournoi mondial à partir de la saison 2015-2016, l'accord portant sur une durée de quatre ans,. La même année, la fédération conclut un accord avec la franchise japonaise des Sunwolves afin que trois matchs de Super Rugby « à domicile » soient disputés au Stade national de Singapour,,.

## Identité visuelle
Le logo de la fédération met en avant une Papilionanthe Miss Joaquim, emblème national de Singapour.

Évolution du logo
Un des deux anciens logos abandonné en 2017.
Un des deux anciens logos abandonné en 2017.
Logo depuis 2017.

## Présidents
Les personnes suivantes se succèdent au poste de président de la fédération :
- Chan Peng Mun[15]
- 2006-2017 : Low Teo Ping[12],[15]
- depuis 2017 : Terence Khoo[12],[15]